# 2012年ロンドンオリンピックの自転車競技・男子団体追抜
2012年ロンドンオリンピックの自転車競技・男子団体追抜は、8月2日から8月3日まで、ヴェロパークで行われた。

## 概要
参加予定チームは10。。

### タイムテーブル
- 時:分は現地時間[2]

| 日  | 時:分 | 種別  |
| --- | ----- | ----- |
| 8/2 | 16:42 | 予選  |
| 8/3 | 16:18 | 1回戦 |
| 8/3 | 17:59 | 決勝  |

## 成績

### 予選
- 上位8チームが1回戦へ進出[3]。

| 順位 | 選手名 | 時間                   |
| ---- | --- | ---------------------- |
| 1    | エド・クランシー ジェライント・トーマス スティーヴン・バーク ピーター・ケノー イギリス (GBR)                     | 3分52秒499＝世界新記録 |
| 2    | ジャック・ボブリッジ グレン・オシェイ ロハン・デニス マイケル・ヘップバーン オーストラリア (AUS)                 | 3分55秒694             |
| 3    | サム・ビューリー ウェスリー・ゴフ マーク・ライアン ジェシー・サージェント ニュージーランド (NZL)                 | 3分57秒607             |
| 4    | ラーセ・ノーマン・ハンセン ミカエル・メルケフ ラスムス・クアーデ カスパー・フォン・フォルザッハ デンマーク (DEN) | 3分58秒298             |
| 5    | エヴゲニー・コヴァレフ イヴァン・コヴァレフ アレクセイ・マルコフ アレクサンドル・セロフ ロシア (RUS)             | 3分59秒264             |
| 6    | パブロ・ベルナル セバスティアン・モラ ダビ・ムンタネル アルベルト・トレス スペイン (ESP)                         | 4分02秒113             |
| 7    | フアン・エステバン・アランゴ エドウィン・アビラ アルレス・カストロ ヴァイマー・ロルダン コロンビア (COL)         | 4分03秒712             |
| 8    | レヴィ・ハイマンス イェンニング・ハイゼンハ ウィム・ストルティンハ ティム・フェルト オランダ (NED)               | 4分03秒818             |
| 9    | ハイス・ファン・フック ドミニク・コルニュ ジョナサン・デュフラスヌ ケニー・デ・ケテル ベルギー (BEL)             | 4分04秒453             |
| 10   | 崔晟宇? 張仙載 朴基翁 朴善皓 韓国 (KOR)                                                                          | 4分07秒210             |

### 1回戦
- タイム順により、各決定戦への進出が割り振られる[4]。

| レースNo. | チーム           | 時間       | 決定戦 |
| --------- | ---------------- | ---------- | ------ |
| 1         | スペイン         | 3分59秒520 | 5・6位 |
| 1         | コロンビア       | 4分05秒485 | 7・8位 |
| 2         | ロシア           | 3分57秒237 | 3・4位 |
| 2         | オランダ         | 4分04秒029 | 7・8位 |
| 3         | オーストラリア   | 3分54秒317 | 1・2位 |
| 3         | ニュージーランド | 3分56秒442 | 3・4位 |
| 4         | イギリス         | 3分52秒743 | 1・2位 |
| 4         | デンマーク       | 3分57秒396 | 5・6位 |

### 順位決定戦

#### 7位決定戦
| チーム     | 時間(秒)   | 順位 |
| ---------- | ---------- | ---- |
| オランダ   | 4分04秒569 | 7    |
| コロンビア | 4分04秒772 | 8    |

#### 5位決定戦
| チーム     | 時間(秒)   | 順位 |
| ---------- | ---------- | ---- |
| デンマーク | 4分02秒671 | 5    |
| スペイン   | 4分02秒746 | 6    |

#### 3位決定戦
| チーム           | 時間(秒)   | 順位 |
| ---------------- | ---------- | ---- |
| ニュージーランド | 3分55秒952 | 3    |
| ロシア           | 3分58秒282 | 4    |

#### 決勝
| チーム         | 時間(秒)               | 順位 |
| -------------- | ---------------------- | ---- |
| イギリス       | 3分51秒659＝世界新記録 | 1    |
| オーストラリア | 3分54秒581             | 2    |

## 最終成績
| 順位 | 選手名 |
| ---- | --- |
| 1    | エド・クランシー ジェライント・トーマス スティーヴン・バーク ピーター・ケノー イギリス (GBR)                                               |
| 2    | ジャック・ボブリッジ グレン・オシェイ ロハン・デニス マイケル・ヘップバーン オーストラリア (AUS)                                           |
| 3    | サム・ビューリー アーロン・ゲイト（ウェスリー・ゴフ） マーク・ライアン ジェシー・サージェント ニュージーランド (NZL)                       |
| 4    | エヴゲニー・コヴァレフ イヴァン・コヴァレフ アレクセイ・マルコフ アレクサンドル・セロフ ロシア (RUS)                                       |
| 5    | マティアス・ニールセン（ラーセ・ノーマン・ハンセン） ミカエル・メルケフ ラスムス・クアーデ カスパー・フォン・フォルザッハ デンマーク (DEN) |
| 6    | エロイ・テルエル（パブロ・ベルナル） セバスティアン・モラ ダビ・ムンタネル アルベルト・トレス スペイン (ESP)                               |
| 7    | レヴィ・ハイマンス イェンニング・ハイゼンハ ウィム・ストルティンハ ティム・フェルト オランダ (NED)                                         |
| 8    | ケビン・リオス（フアン・エステバン・アランゴ） エドウィン・アビラ アルレス・カストロ ヴァイマー・ロルダン コロンビア (COL)                 |
| 9    | ハイス・ファン・フック ドミニク・コルニュ ジョナサン・デュフラスヌ ケニー・デ・ケテル ベルギー (BEL)                                       |
| 10   | 崔晟宇? 張仙載 朴基翁 朴善皓 韓国 (KOR) |